# Briefmarken-Jahrgang 1939 der Post des Japanischen Kaiserreichs
Der Briefmarken-Jahrgang 1939 der Post des Japanischen Kaiserreichs umfasst 12 Gedenkmarken und 12 Freimarken. Die Gedenkmarken zeigen 8 verschiedene Motive aus den Nationalparks in Japan sowie 4 Marken zum 75. Jubiläum der Japanischen Rotkreuz-Gesellschaft, die jeweils in 4er-Sets ausgegeben wurden.
Die Briefmarken aus diesem Jahrgang weisen wie alle japanischen Briefmarken bis zum Ende des Zweiten Weltkriegs ein „Chrysanthemenwappen“ auf, das kaiserliche Siegel Japans. Der Landesname 大日本帝国郵便 (Dainippon-teikoku-yuubin) ist in Siegelschrift geschrieben mit der Leserichtung im Horizontalen von rechts nach links. Die Währungseinheit ist Yen (圓 "en" – veralte Kanji-Schreibweise für 円 "en") bzw. die Untereinheit Sen (銭 "sen", 1 Yen = 100 Sen).

## Liste
Die Gedenk- und Freimarken des Jahrgangs 1939 sind im Folgenden jeweils nach Ausgabedatum sortiert gelistet.
| Gedenkmarken |                                                                                         |                                      |                       |        |               |           |
| Briefmarke   | Motiv                                                                                   | Satz                                 | Farbe                 | Wert   | Ausgabedatum  | Auflage   |
|              | Vulkan Daisen (1729 m), Daisen-Oki-Nationalpark                                         | Daisen- und Setonaikai-Nationalpark  | hellbraun             | 2 Sen  | 20. April     | 1.500.000 |
|              | Yashima-Lavafeld an der Dannoura-Bucht, Setonaikai-Nationalpark                         | Daisen- und Setonaikai-Nationalpark  | grün                  | 4 Sen  | 20. April     | 750.000   |
|              | Bandaiji Kannondo, Setonaikai-Nationalpark                                              | Daisen- und Setonaikai-Nationalpark  | rot                   | 10 Sen | 20. April     | 300.000   |
|              | Tomonoura-Bucht, Setonaikai-Nationalpark                                                | Daisen- und Setonaikai-Nationalpark  | blau                  | 20 Sen | 20. April     | 300.000   |
| Bild gesucht | Berg Kuju vom Dorf Kuju aus gesehen, Aso-Kujū-Nationalpark                              | Aso-Kujū-Nationalpark                | braun                 | 2 Sen  | 15. August    | 1.500.000 |
| Bild gesucht | Vulkan Aso-san, Aso-Kujū-Nationalpark                                                   | Aso-Kujū-Nationalpark                | olivgrün              | 4 Sen  | 15. August    | 750.000   |
|              | Vulkan Aso-san, Aso-Kujū-Nationalpark                                                   | Aso-Kujū-Nationalpark                | karminrot             | 10 Sen | 15. August    | 300.000   |
|              | Vulkan Aso-san, Aso-Kujū-Nationalpark                                                   | Aso-Kujū-Nationalpark                | blau                  | 20 Sen | 15. August    | 300.000   |
| Bild gesucht | 75. Jubiläum der Japanischen Rotkreuz-Gesellschaft                                      | 75 Jahre Internationales Rotes Kreuz | braun mit rotem Kreuz | 2 Sen  | 15. November  | 2.200.000 |
| Bild gesucht | 75. Jubiläum der Japanischen Rotkreuz-Gesellschaft mit einem Porträt von Sano Tsunetami | 75 Jahre Internationales Rotes Kreuz | grün mit rotem Kreuz  | 4 Sen  | 15. November  | 2.240.000 |
| Bild gesucht | 75. Jubiläum der Japanischen Rotkreuz-Gesellschaft                                      | 75 Jahre Internationales Rotes Kreuz | rot                   | 10 Sen | 15. November  | 290.000   |
| Bild gesucht | 75. Jubiläum der Japanischen Rotkreuz-Gesellschaft mit einem Porträt von Sano Tsunetami | 75 Jahre Internationales Rotes Kreuz | blau mit rotem Kreuz  | 20 Sen | 15. November  | 290.000   |
| Freimarken   |                                                                                         |                                      |                       |        |               |           |
| Briefmarke   | Motiv                                                                                   | Satz                                 | Farbe                 | Wert   | Ausgabedatum  | Auflage   |
| Bild gesucht | Segelschiff                                                                             |                                      | violett               | ½ Sen  | 1. April      |           |
|              | Torii des Itsukushima-Schreins auf Miyajima                                             |                                      | türkis                | 30 Sen | 3. April      |           |
|              | Leuchtturm                                                                              |                                      | orange                | 6 Sen  | 1. Juni       |           |
|              | Kinkaku-ji                                                                              |                                      | olivbraun             | 50 Sen | 11. Juni      |           |
|              | Kamakura Daibutsu                                                                       |                                      | rötlichbraun          | 1 Yen  | 1. Juli       |           |
|              | Fujiwara no Kamatari                                                                    |                                      | bronzegrün            | 5 Yen  | 21. Juli      |           |
|              | Meiji-Schrein                                                                           |                                      | violett               | 8 Sen  | 11. August    |           |
|              | Pflaumenblüte                                                                           |                                      | rotbraun              | 10 Yen | 21. September |           |
|              | Kŭmgangsan                                                                              |                                      | dnkelolivgrün         | 7 Sen  | 16. Oktober   |           |
|              | Langstrecken-Forschungsflugzeug Kōken-ki                                                |                                      | schieferblau          | 12 Sen | 1. Dezember   |           |
|              | Staudamm                                                                                |                                      | grün                  | 3 Sen  | 11. Dezember  |           |
|              | Taisho-See und Yake-dake                                                                |                                      | mattultramarin        | 5 Sen  | 21. Dezember  |           |